# الباشكري
الباشكري (باللاتينية: Bashkirian)، وهي أول مرحلة من فترة البنسلفاني، حيث تمتد من (323.2 ± 0.4) إلى (315.2 ± 0.2) مليون سنة مضت.
| العصر    | الفترة     | الفترة    | المرحلة    | أهم الأحداث | البداية (م.س.مضت) |
| -------- | ---------- | --------- | ---------- | --- | ----------------- |
| البرمي   | السسورالي  | السسورالي | الأسيلي    | أحدث | أحدث              |
| الفحمي   | البنسلفاني | المتأخر   | الغزيلي    | - أحداث جيولوجية: أصبح الأوكسجين في أعلى مستوياته في الغلاف الجوي. تكون جبال الأورال في أوروبا وآسيا. تكون جبال الفارسكية في منتصف وأواخر فترة المسيسيبي. - أحداث حيوية : انتشار مفاجئ للحشرات المجنحة؛ (وخاصة اليعسوبيات الضخمة وشبكيات الأجنحة القديمة) وقد كانت كبيرة جدا. أصبحت البرمائيات شائعة ومتنوعة. بداية ظهور الزواحف وغابات الفحم (النبات الحرشفي، والسرخس، وأشجار السيجيلاريا، وذَنَب الخيل العملاق الكالاميتس [الإنجليزية]، والكورداتس، الخ ). انتشر في البحار والمحيطات كل من الغنيتيت [الإنجليزية]، وذراعيات الأرجل، والمرجانيات، وذوات الصدفتين، والمرجان. تكاثرت المنخربات. | 303.7 ± 0.1       |
| الفحمي   | البنسلفاني | المتأخر   | الكاسيموفي | - أحداث جيولوجية: أصبح الأوكسجين في أعلى مستوياته في الغلاف الجوي. تكون جبال الأورال في أوروبا وآسيا. تكون جبال الفارسكية في منتصف وأواخر فترة المسيسيبي. - أحداث حيوية : انتشار مفاجئ للحشرات المجنحة؛ (وخاصة اليعسوبيات الضخمة وشبكيات الأجنحة القديمة) وقد كانت كبيرة جدا. أصبحت البرمائيات شائعة ومتنوعة. بداية ظهور الزواحف وغابات الفحم (النبات الحرشفي، والسرخس، وأشجار السيجيلاريا، وذَنَب الخيل العملاق الكالاميتس [الإنجليزية]، والكورداتس، الخ ). انتشر في البحار والمحيطات كل من الغنيتيت [الإنجليزية]، وذراعيات الأرجل، والمرجانيات، وذوات الصدفتين، والمرجان. تكاثرت المنخربات. | 307 ± 0.1         |
| الفحمي   | البنسلفاني | الأوسط    | الموسكوفي  | - أحداث جيولوجية: أصبح الأوكسجين في أعلى مستوياته في الغلاف الجوي. تكون جبال الأورال في أوروبا وآسيا. تكون جبال الفارسكية في منتصف وأواخر فترة المسيسيبي. - أحداث حيوية : انتشار مفاجئ للحشرات المجنحة؛ (وخاصة اليعسوبيات الضخمة وشبكيات الأجنحة القديمة) وقد كانت كبيرة جدا. أصبحت البرمائيات شائعة ومتنوعة. بداية ظهور الزواحف وغابات الفحم (النبات الحرشفي، والسرخس، وأشجار السيجيلاريا، وذَنَب الخيل العملاق الكالاميتس [الإنجليزية]، والكورداتس، الخ ). انتشر في البحار والمحيطات كل من الغنيتيت [الإنجليزية]، وذراعيات الأرجل، والمرجانيات، وذوات الصدفتين، والمرجان. تكاثرت المنخربات. | 315.2 ± 0.2       |
| الفحمي   | البنسلفاني | المبكر    | الباشكري   | - أحداث جيولوجية: أصبح الأوكسجين في أعلى مستوياته في الغلاف الجوي. تكون جبال الأورال في أوروبا وآسيا. تكون جبال الفارسكية في منتصف وأواخر فترة المسيسيبي. - أحداث حيوية : انتشار مفاجئ للحشرات المجنحة؛ (وخاصة اليعسوبيات الضخمة وشبكيات الأجنحة القديمة) وقد كانت كبيرة جدا. أصبحت البرمائيات شائعة ومتنوعة. بداية ظهور الزواحف وغابات الفحم (النبات الحرشفي، والسرخس، وأشجار السيجيلاريا، وذَنَب الخيل العملاق الكالاميتس [الإنجليزية]، والكورداتس، الخ ). انتشر في البحار والمحيطات كل من الغنيتيت [الإنجليزية]، وذراعيات الأرجل، والمرجانيات، وذوات الصدفتين، والمرجان. تكاثرت المنخربات. | 323.4 ± 0.4       |
| الفحمي   | المسيسيبي  | المتأخر   | السربوخوفي | - أحداث جيولوجية: أستمر التجلد في شرق غندوانامنذ أواخر العصر الديفوني. تنقاصت حركة تكون جبال توهوا في نيوزيلندا. تزداد وفرة بعض الأسماك ذات الزعانف الفصية والتي تسمى جذريات الأسنان وتهيمن على المياه العذبة. تصطدم قارة سيبيريا بقارة صغيرة مختلفة اسمها كازاخستانيا. - أحداث حيوية : ازدهار النباتات الذئبية الكبيرة، عاشت عريضات الأجنحة البرمائية وسط سواحل المستنقعات التي تشكل الفحم، وأنتشرت بشكل كبير للمرة الأخيرة. ظهور عاريات البذور. ظهور كل من حشرات داخليات الأجنحة وشبه جديدات الأجنحة ومتعددات الأجنحة ومسننات الأجنحة ونصثيات الأجنحة، وظهور البرنقيل. ظهور رباعيات الأطراف ذات الخمسة أصابع (البرمائية) والحلزونات الأرضية. انتشرت الأسماك الغضروفية والعظمية في المحيطات وتنوعت بشكل كبير؛ كثرت شوكيات الجلد (وخاصة زنابق البحر وبراعم البحر). أنتشر وتعافى كل من المرجان والحزازيات، والغنيتيت [الإنجليزية]، وعضديات الأرجل (الملولبيات، البرودكتيدات،الخ.)، ولكن بدأت ثلاثيات الفصوص والنوتيلويدات بالتناقص. | 330.3 ± 0.4       |
| الفحمي   | المسيسيبي  | الأوسط    | الفيسان    | - أحداث جيولوجية: أستمر التجلد في شرق غندوانامنذ أواخر العصر الديفوني. تنقاصت حركة تكون جبال توهوا في نيوزيلندا. تزداد وفرة بعض الأسماك ذات الزعانف الفصية والتي تسمى جذريات الأسنان وتهيمن على المياه العذبة. تصطدم قارة سيبيريا بقارة صغيرة مختلفة اسمها كازاخستانيا. - أحداث حيوية : ازدهار النباتات الذئبية الكبيرة، عاشت عريضات الأجنحة البرمائية وسط سواحل المستنقعات التي تشكل الفحم، وأنتشرت بشكل كبير للمرة الأخيرة. ظهور عاريات البذور. ظهور كل من حشرات داخليات الأجنحة وشبه جديدات الأجنحة ومتعددات الأجنحة ومسننات الأجنحة ونصثيات الأجنحة، وظهور البرنقيل. ظهور رباعيات الأطراف ذات الخمسة أصابع (البرمائية) والحلزونات الأرضية. انتشرت الأسماك الغضروفية والعظمية في المحيطات وتنوعت بشكل كبير؛ كثرت شوكيات الجلد (وخاصة زنابق البحر وبراعم البحر). أنتشر وتعافى كل من المرجان والحزازيات، والغنيتيت [الإنجليزية]، وعضديات الأرجل (الملولبيات، البرودكتيدات،الخ.)، ولكن بدأت ثلاثيات الفصوص والنوتيلويدات بالتناقص. | 346.7 ± 0.4       |
| الفحمي   | المسيسيبي  | المبكر    | التورنايسي | - أحداث جيولوجية: أستمر التجلد في شرق غندوانامنذ أواخر العصر الديفوني. تنقاصت حركة تكون جبال توهوا في نيوزيلندا. تزداد وفرة بعض الأسماك ذات الزعانف الفصية والتي تسمى جذريات الأسنان وتهيمن على المياه العذبة. تصطدم قارة سيبيريا بقارة صغيرة مختلفة اسمها كازاخستانيا. - أحداث حيوية : ازدهار النباتات الذئبية الكبيرة، عاشت عريضات الأجنحة البرمائية وسط سواحل المستنقعات التي تشكل الفحم، وأنتشرت بشكل كبير للمرة الأخيرة. ظهور عاريات البذور. ظهور كل من حشرات داخليات الأجنحة وشبه جديدات الأجنحة ومتعددات الأجنحة ومسننات الأجنحة ونصثيات الأجنحة، وظهور البرنقيل. ظهور رباعيات الأطراف ذات الخمسة أصابع (البرمائية) والحلزونات الأرضية. انتشرت الأسماك الغضروفية والعظمية في المحيطات وتنوعت بشكل كبير؛ كثرت شوكيات الجلد (وخاصة زنابق البحر وبراعم البحر). أنتشر وتعافى كل من المرجان والحزازيات، والغنيتيت [الإنجليزية]، وعضديات الأرجل (الملولبيات، البرودكتيدات،الخ.)، ولكن بدأت ثلاثيات الفصوص والنوتيلويدات بالتناقص. | 358.86 ± 0.14     |
| الديفوني | المتأخر    | المتأخر   | الفاميني   | أقدم | أقدم              |